# John Frank Stevens
John Frank Stevens (* 25. April 1853 in West Gardiner, Maine; † 2. Juni 1943 in Southern Pines, North Carolina) war ein US-amerikanischer Ingenieur, der die Great Northern Railway in den Vereinigten Staaten gebaut hat und von 1906 bis 1908 Chefingenieur beim Bau des Panamakanals war.

## Leben

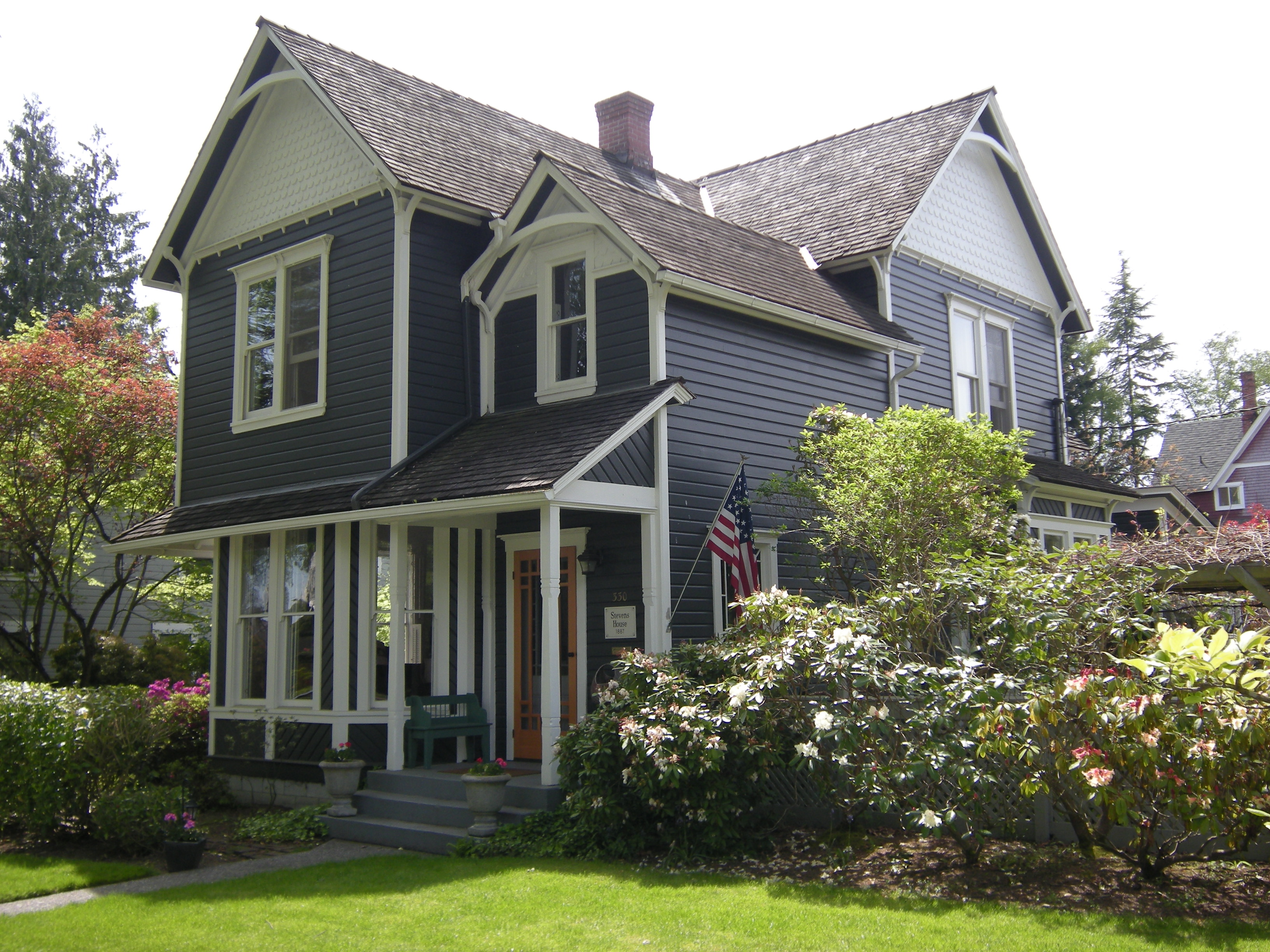
Stevens’ Haus in Snohomish, Washington, erbaut 1887

Stevens wurde bei West Gardiner im ländlichen Maine als Sohn von John Stevens, einem Gerber und Farmer, und Harriet Leslie French geboren. Er ging zwei Jahre in die staatliche Schule in Maine. Am Ende der Schulzeit 1873 fand er unter düsteren wirtschaftlichen Bedingungen keine Arbeit und entschied sich, in den Westen zu gehen. Zum Bauingenieurwesen kam er durch seine Erfahrung in einem Stadtplanungsbüro in Minneapolis. Zwei Jahre lang führte er eine Vielfalt von Ingenieuraufgaben aus, darunter Vermessung und Eisenbahnbau. Er wurde autodidaktischer praktischer Ingenieur, angetrieben von der „zielstrebigen Hartnäckigkeit einer Bulldogge“, wie er es selbst beschrieb. 1878 heiratete Stevens Harriet T. O’Brien. Sie hatten fünf Kinder, von denen zwei im Kindesalter starben.
Im Jahr 1886 wurde Stevens im Alter von 33 Hauptbearbeiter bei der South Shore and Atlantic Railway in Duluth (Minnesota) und war beauftragt, die Linie von Duluth nach Sault Ste. Marie (Michigan) über die Obere Halbinsel von Michigan zu bauen. Obwohl ein großer Teil seiner Arbeit Vermessungsarbeiten waren, war er in allen Phasen des Eisenbahnbaus beteiligt: Erkundung, Entwurf, Planung und Konstruktion.
1889 stellte James J. Hill ihn an als Entwurfsingenieur bei der Great Northern Railway an. Er war der erste weiße Amerikaner, der den Marias Pass in der Kontinentalen Wasserscheide entdeckte und der „Stevens-Pass“ in der Kaskadenkette wurde nach ihm benannt.
Hill beförderte ihn 1895 zum Chefingenieur und später zum Generalmanager. Während dieser Zeit bei der Great Northern baute Stevens über 1000 Meilen Eisenbahn einschließlich des ersten Cascade-Tunnels.

## Panamakanal
Stevens verließ die Great Northern 1903 und ging zur Chicago, Rock Island and Pacific Railroad in Chicago, wo er Vizepräsident wurde. 1905 engagierte Theodore Roosevelt ihn auf Hills Empfehlung als Chefingenieur beim Bau des Panamakanals.
Stevens’ Haupterfolg in Panama war der Bau der nötigen Infrastruktur für den Kanal. Er erneuerte die Panama Railway und entwarf ein System, um den Bodenaushub auf der Schiene zu entsorgen und zu deponieren. Er baute auch geeignete Unterkünfte für die Kanalarbeiter und überwachte Sanitärprogramme und Maßnahmen zur Beseitigung des Gelbfiebers und anderer Krankheiten am Isthmus. Stevens war gegen einen Kanal auf Meereshöhe wie ihn die Franzosen bauen wollten. Er überzeugte Roosevelt davon, einen höherliegenden Kanal mit Dämmen und Schleusen zu bauen.

## Rückzug
Stevens zog sich 1907 plötzlich vom Kanalbauprojekt zurück, sehr zur Verärgerung von Roosevelt, als die Arbeit sich dem Bau des Kanals selbst zuwandte. Als Eisenbahningenieur hatte Stevens wenig Erfahrung beim Bau von Schleusen und Dämmen und erkannte wahrscheinlich, dass er nicht mehr die bestgeeignete Person für den Job war. Stevens könnte außerdem im Nachhinein erkannt haben, dass der Cascade Tunnel, für den er verantwortlich gewesen war, zu steil gebaut worden war. Die wahren Gründe für seinen Rückzug sind nie bekannt geworden.
Nach dem Zusammenbruch des russischen Zarenreichs 1917 bat die provisorische russische Regierung Präsident Wilson um Hilfe beim Aufbau des Transportsystems. Stevens wurde als Vorsitzender einer Kommission von Eisenbahnexperten nach Russland entsandt, um das System zu organisieren, unter anderem die Transsibirische Eisenbahn. Nach der Oktoberrevolution wurde die Arbeit eingestellt. Stevens blieb in der von Alliierten besetzen Mandschurei und war Vorsitzender eines Gremiums, das mit der Verwaltung und dem Betrieb der Chinesischen Östlichen und Sibirischen Eisenbahn befasst war. Dort blieb er bis 1923, als sich die Besatzungstruppen zurückzogen. Nach seiner Rückkehr in die Vereinigten Staaten arbeitete er als beratender Ingenieur. 1928 wurde Stevens in die American Academy of Arts and Sciences gewählt. Er beendete seine Karriere in Baltimore in den frühen 1930er Jahren. Er zog sich nach Southern Pines in North Carolina zurück und starb dort im Alter von 90 Jahren.